# ATP Challenger Nyon
Der ATP Challenger Nyon (offiziell: Nyon Challenger) war ein Tennisturnier, das zwischen 1988 und 1991 dreimal in Nyon, Schweiz, stattfand. Es gehörte zur ATP Challenger Tour und wurde im Freien auf Sand gespielt.

## Liste der Sieger

### Einzel
| Jahr | Sieger            | Finalgegner            | Ergebnis          |
| ---- | ----------------- | ---------------------- | ----------------- |
| 1991 | Markus Naewie     | Wladimer Gabritschidse | 6:3, 7:5          |
| 1990 | nicht ausgetragen | nicht ausgetragen      | nicht ausgetragen |
| 1989 | Marc Rosset       | Roland Stadler         | 7:6, 6:1          |
| 1988 | Jörgen Windahl    | Francisco Clavet       | 2:6, 6:2, 6:1     |

### Doppel
| Jahr | Sieger                          | Finalgegner                         | Ergebnis          |
| ---- | ------------------------------- | ----------------------------------- | ----------------- |
| 1991 | Martin Damm Branislav Stankovič | Otis Smith Vince van Gelderen       | 6:1, 7:6          |
| 1990 | nicht ausgetragen               | nicht ausgetragen                   | nicht ausgetragen |
| 1989 | Nicholas Fulwood Libor Pimek    | João Cunha e Silva David Macpherson | 6:7, 7:6, 6:4     |
| 1988 | Hugo Núñez Raúl Viver           | Jan Apell Veli Paloheimo            | 2:6, 6:4, 6:1     |